# Източен хулок
Източен хулок (Hoolock leuconedys) е вид бозайник от семейство Гибони (Hylobatidae). Видът е световно застрашен, със статут Уязвим.

## Разпространение
Разпространен е в Китай (Юннан) и Мианмар.